# Woźniki (powiat łosicki)
Woźniki – wieś sołecka w Polsce położona w województwie mazowieckim, w powiecie łosickim, w gminie Łosice.
Miejscowość leży przy drodze krajowej nr 19 w odległości 5,5 km na północny wschód od Łosic.
| SIMC    | Nazwa     | Rodzaj                          |
| ------- | --------- | ------------------------------- |
| 1054788 | Nowodomki | część wsi (zniesiona w 2023 r.) |

W latach 1975–1998 miejscowość należała administracyjnie do województwa bialskopodlaskiego.
W Woźnikach ma swą siedzibę Zakład Materiałów Magnetycznych „Polfer”. Znajduje się tu także warsztat elektroniki samochodowej – Woźniki 2.
29 października 1915 w Woźnikach urodził się sierż. pil. Stanisław Karubin, as myśliwski Polskich Sił Powietrznych na obczyźnie.
W czasie okupacji niemieckiej mieszkająca we wsi rodzina Szczebuńskich udzieliła pomocy Hirszowi Wiór, Berkowi Goldberg, Eddie (Jehuda Jakub), Uszerowi Wajnsztajn. W 2010 roku Instytut Jad Waszem podjął decyzję o przyznaniu Helenie i Gabrielowi Szczebuńskim tytułu Sprawiedliwych wśród Narodów Świata
Wierni Kościoła rzymskokatolickiego należą do parafii św. Wojciecha w Górkach.